# Das Gericht
Das Gericht ist eine der auch große Arkana genannten Trumpfkarten des Tarot.

## Darstellung
Ein Erzengel bläst in eine Posaune, aus Gräbern steigen Menschen mit ausgestreckten Armen hervor.

## Deutung
Sie symbolisiert Auferstehung, Neubeginn, das Hören auf innere und äußere Botschaften, Beginn einer neuen Phase oder eine Wiederkehr. Außerdem kann das Ende von Leidenszeiten bevorstehen.

## Entsprechungen
- das Element Feuer
- der hebräische Buchstabe ש (Schin)

## Geschichte
In moderneren Spielen heißt die XX. Karte oft auch Aeon, eine Änderung, die auf Crowely zurückgeht. Oft stellt das Aeon ein Kind in einer Fruchtblase dar (ähnlich wie das Ende in Stanley Kubricks Film 2001 Odyssee im Weltraum). Die Deutung ist grundsätzlich dieselbe, nur ist beim Gericht der Hauptschwerpunkt mehr beim Untergang des Alten, beim Aeon aber bei der Geburt des Neuen.